# Espectrofotómetro de ozono Dobson
El principio de operación del espectrofotómetro Dobson está basado en un sistema óptico de doble monocromador.
La luz solar entra en el instrumento a través de una ventana situada en la parte superior del mismo tras ser dirigida por un espejo montado en un periscopio, y después de reflejarse en un prisma de reflexión total pasa por la rendija S1 al espectroscopio.
Este espectroscopio está formado por una lente de cuarzo que cumple una doble misión: la de colimar la radiación proveniente de la rendija (crea un haz paralelo) y colectar después la luz una vez descompuesta por el primer monocromador; un prisma (primer monocromador) que descompone la luz en su espectro; y un espejo que refleja la luz a través del prisma y la lente para formar un espectro en el plano focal del instrumento. Las longitudes de onda requeridas son aisladas por medio de las rendijas S2, S3 y S4 situadas en el plano focal del instrumento, que actúa por tanto como un policromador.
Dos varillas obturadoras están montadas en la base del espectrofotómetro. La S4 se utiliza sólo en los tests del espectrofotómetro y debe permanecer introducida en el instrumento para realizar las medidas de ozono. La varilla selectora de longitudes de onda bloquea la salida de la luz que pasa a través de las rendijas S2 o S4. Con esta varilla en la posición corta sólo están abiertas las rendijas S2 y S3 y la observación puede hacerse con los pares de longitudes de onda A, B, C o D. Con la varilla selectora de longitudes de onda en la posición larga sólo las rendijas S3 y S4 están abiertas y sólo pueden realizarse observaciones con el par de longitudes de onda C’.
Seleccionando los pares de longitudes de onda A, B, C, C’ o D, las medidas de ozono se harán de forma precisa rotando las cuñas Q1 y Q2 a fin de ajustar la posición de las longitudes de onda requeridas en el plano focal del instrumento según la posición especificada en la tabla de las Q proporcionada con el instrumento, de acuerdo con el par que queremos seleccionar (Q2) y los cambios en el índice de refracción de los elementos ópticos (lentes y del prisma de cuarzo) debido a los cambios en la temperatura del instrumento (Q1).
Una cuña óptica de transmitancia variable, constituida por dos cristales iguales de cuarzo cromados, está montada en el instrumento enfrente de la rendija S3. La posición de la cuña es controlada por una rueda con un dial graduado situado encima del instrumento. Con el dial situado en 0 grados esta cuña óptica está situada enfrente de la rendija S3 de forma que la luz pasa a través de la cuña y la rendija S3 sin pérdida de intensidad prácticamente. Con el dial en la posición de 300 grados la luz que pasa a través de la rendija S3 es completamente absorbida por esta cuña cromada. Así pues, hay que girar el dial en el recorrido  desde 0 hasta 300 grados hasta encontrar la posición en la que la intensidad de la luz que pasa a través de la cuña y la rendija S3 haya sido reducida al nivel de la intensidad de la luz de longitud de onda que pasa por la rendija S2 (o las longitudes de onda de la rendija S4 si realizamos las observaciones con el par C’). Para las posibles posiciones del dial, la intensidad de la luz que pasa a través de la cuña cromada es atenuada en una razón definida, que fue determinada durante la calibración original del espectrofotómetro. De modo que, para medir el orden de las intensidades relativas de las dos longitudes de onda de la observación, será necesario solamente determinar la posición en el dial, graduado de 0 a 300, en que hemos conseguido igualar las intensidades de las dos longitudes de onda.
La determinación de esta posición en el dial se efectúa de la siguiente forma: en la posición inicial del dial no se realiza atenuación de los dos rayos de luz que entran por la rendijas S3 y S2 (o S4) con intensidades desiguales. Los rayos de luz se hacen pasar a través de una rueda selectora rotatoria accionada por un motor, la cual selecciona alternativamente la longitud de onda que deja pasar e incidir en el  segundo monocromador para finalmente alcanzar el fotomultiplicador situado tras la rendija S5.
El fin del segundo monocromador es eliminar el efecto del scattering de la luz que no deseamos medir (otras longitudes de onda) en su recorrido a través de los sistemas ópticos del instrumento (straylight). Como los dos rayos de luz que llegan alternativamente al fotomultiplicador tienen distinta intensidad, el fotomultiplicador genera una corriente eléctrica que es amplificada por un amplificador de corriente alterna a la salida del fotomultiplicador, es rectificada por un conmutador, y es registrada por un microamperímetro. Si ahora rotamos el dial atenuando la intensidad del haz sin absorción por el ozono hasta igualar su intensidad a la del haz que presenta una mayor absorción por el ozono, los dos haces que inciden alternativamente en el fotomultiplicador lo harán con la misma intensidad, de modo que encontraremos a la salida del fotomultiplicador una corriente continua, la cual no será amplificada por el amplificador de corriente alterna y, consiguientemente, la lectura del microamperímetro nos dará cero. O sea, la lectura cero del microamperímetro nos indica que el dial está en la posición deseada, que como citamos anteriormente está graduada y calibrada según unas tablas propias del instrumento.
- Datos: Q25406348